# Париджи, Альфонсо Младший
Альфонсо Париджи, прозванный Младшим (итал. Alfonso Parigi, detto il Giovane; 1606, Флоренция — 10 октября 1656, Флоренция) — итальянский архитектор, театральный декоратор, рисовальщик и гравёр. Происходил из семьи известных архитекторов, таких как его отец Джулио Париджи и его дед Альфонсо Париджи Старший.

## Жизнь и творчество

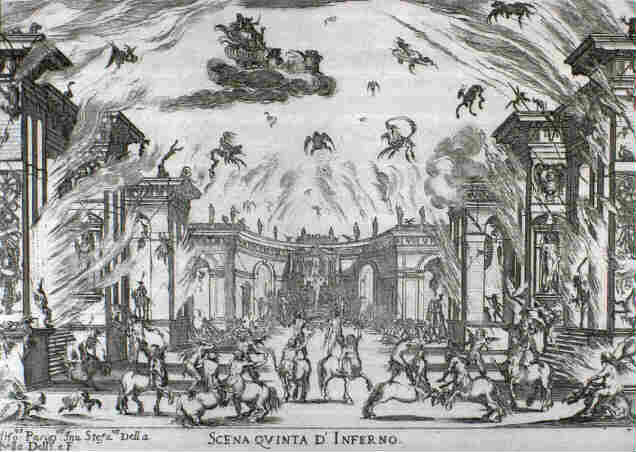
«Пятая сцена ада». Гравюра по рисунку А. Париджи для постановки «Свадьба богов». 1637

Альфонсо Париджи Младший работал в основном во Флоренции, начав в очень раннем возрасте помощником своего отца. После смерти последнего в 1635 году он стал придворным архитектором великих герцогов Тосканы, оформлял интерьеры Палаццо Питти, руководил завершением Садов Боболи при дворце, устройством «Зелёного амфитеатра», дополнив его каменными ступенями и эдикулами с мраморными статуями, стилизованными под античные.
Альфонсо Париджи работал также над оформлением церкви Сан-Джованнино-дельи-Сколопи (позднее названной Сан-Джованни-Эванджелиста), в церкви Санто-Спирито, трудился на виллах Медичи, такими как Поджо-а-Кайано и вилла Медичи в Кареджи. Он также был гравёром и создателем оригинальных сценических декораций для различных празднеств и торжеств.